# سامسات
سامسات (به ترکی استانبولی: Samsat , کردی: Samîsad ،‌سامساد) یا همان سام‌شاد باستانی، شهر و ناحیه‌ای کوچک در استان آدیامان ترکیه است که در بالای رود فرات واقع شده است. سامسات از شهرهای کردنشین در ترکیه است. نام سام‌شاد به معنی «مایه شادی سام» است که به سام یکم اشاره دارد.
خلیل فرات از حزب عدالت و توسعه در انتخاب محلی مارس ۲۰۱۹ شهردار این شهر شد. قائم‌مقام کنونی آن خالد ییلدیز است.
سام‌شاد (سامسات کنونی) پایتخت باستانی پادشاهی کوماژن بود. مکان فعلی سامسات نسبتاً جدید است، این شهر زمانی که شهر قدیمی سام‌شاد در جریان ساخت سد آتاتورک زیر آب رفت، در سال ۱۹۸۹ بازسازی شد. تا سال ۲۰۱۸، روند بازسازی هنوز به‌طور کامل تکمیل نشده بود. یک تل باستانی در این نزدیکی که به دوران پارینه‌سنگی بازمی‌گردد تا به امروز باقی مانده‌است.
در سال ۲۰۱۶، این شهر ۳۷۸۹ نفر جمعیت داشت که از ۴۷۲۰ نفر در سال ۲۰۰۸ و حداکثر ۶۹۱۷ نفر در سال ۲۰۰۰ کمتر بود.

## تاریخ

### دوران باستان
شهر سام‌شاد کمی پیش از ۲۴۵ سال قبل از میلاد توسط سام یکم، شاه اروندی سوفن در محل شهر کوموه که مربوط به دوران هیتی نو بود بنیاد شد.  او ممکن است این شهر را به منظور تثبیت ادعای خود بر این منطقه ساخته باشد؛ رویه‌ای رایج در میان دودمان‌های‌های ایرانی و یونانی‌تبار ، مانند پادشاهی کاپادوکیه، پادشاهی پونتوس، اشکانیان و ارمنیان.  معماری این شهر مشتقی از معماری ایرانی هخامنشی بود، همانند دیگر بناهای اروندی در ارمنستان بزرگ. نامگذاری شهر به صورت سام‌شاد (فارسی میانه *Sāmašād؛ پارسی باستان *Sāmašiyāti-) به معنی «شادی» سام. یک رویه اروندی و بعدها ارتخشی (آرتاشسی) بود که سبک غالب سلطنتی هخامنشی را به یاد می‌آورد.  سام‌شاد یکی از مهم‌ترین اقامتگاه‌های سلطنتی پادشاهان اروندی سوفن بود. 

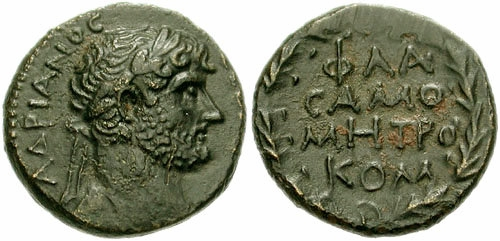
سکه هادریان از سام‌شاد

مانند سایر اقامتگاه‌های شاهی اولیه اروندی، سام‌شاد در زمان اروندی‌های کوماژن یک تغییر ناگهانی را در سبک معماری خود تجربه کرد که نتیجه تأثیر یونانی رومی سرزمین همسایه بود.  در طول این دوره، ساکنان سام‌شاد به احتمال زیاد از اقوام مختلف سوری ، آرامی ، آشوری‌ها، نو هیتی، ارمنی و پارسی تشکیل شده بود.  سام‌شاد از جمله مکان‌هایی بود که حاکم آن آنتیوخوس اول تئوس (ح. ۷۰–۳۱) پناهگاه‌هایی را تأسیس کرد که حاوی کتیبه‌هایی در مورد فرقه او و همچنین نقش برجسته‌هایی از دست دادن او با آپولون - میترا بود.  در سال ۷۳ پس از میلاد، سام‌شاد و سایر مناطق کوماژن به امپراتوری روم ملحق شدند. احتمالاً در همین رویداد بود که نامه سریانی مارا بار سراپیون سروده شد. در این نامه به یکی از نخبگان آرامی زبان در سام‌شاد اشاره شده‌است که ادبیات یونانی و فلسفه رواقی را مطالعه می‌کرد.  در زمان امپراتور روم، هادریان (ح. ۱۱۷–۱۳۸) )، سام‌شاد به همراه دمشق و صور، به عنوان یکی از شهرهای بزرگ رسمیت یافت 
لژیون‌های رومی بعدها در سام‌شاد مستقر شدند تا امپراتوری ساسانی (۲۲۴–۶۵۱) را از حمله به این شهر منصرف کنند. در سال ۲۶۰ سام‌شاد اولین شهری بود که توسط شاپور اول (ح. ۲۴۰–۲۷۰)، پس از غلبه او بر امپراتور روم والرین (ح. ۲۵۳–۲۶۰)، تصرف شد. والرین در آن زمان به اسارت شاهنشاه ایران درآمو معروف است که شاپور یکم سکه‌هایی به همان روش سکه‌های آنتونینیانوس رومی ضرب می‌کرده‌است، که ممکن است از مواد به کار رفته در ضرابخانه سام‌شاد گرفته باشد. 
در سام‌شاد بود که ژولیان دوم کشتی‌هایی را در لشکرکشی خود علیه شاپور دوم ساخت و این مکان گذرگاه طبیعی در نبرد بین هراکلیوس و خسرو در شده هفتم بود.
سام‌شاد زادگاه چندین نفر از افراد مشهور از دوران باستان مانند لوسیان سام‌شادی (حدود ۱۲۰–۱۹۲) و پولس سام‌شادی (۲۶۰) بود.

### سده‌های میانه

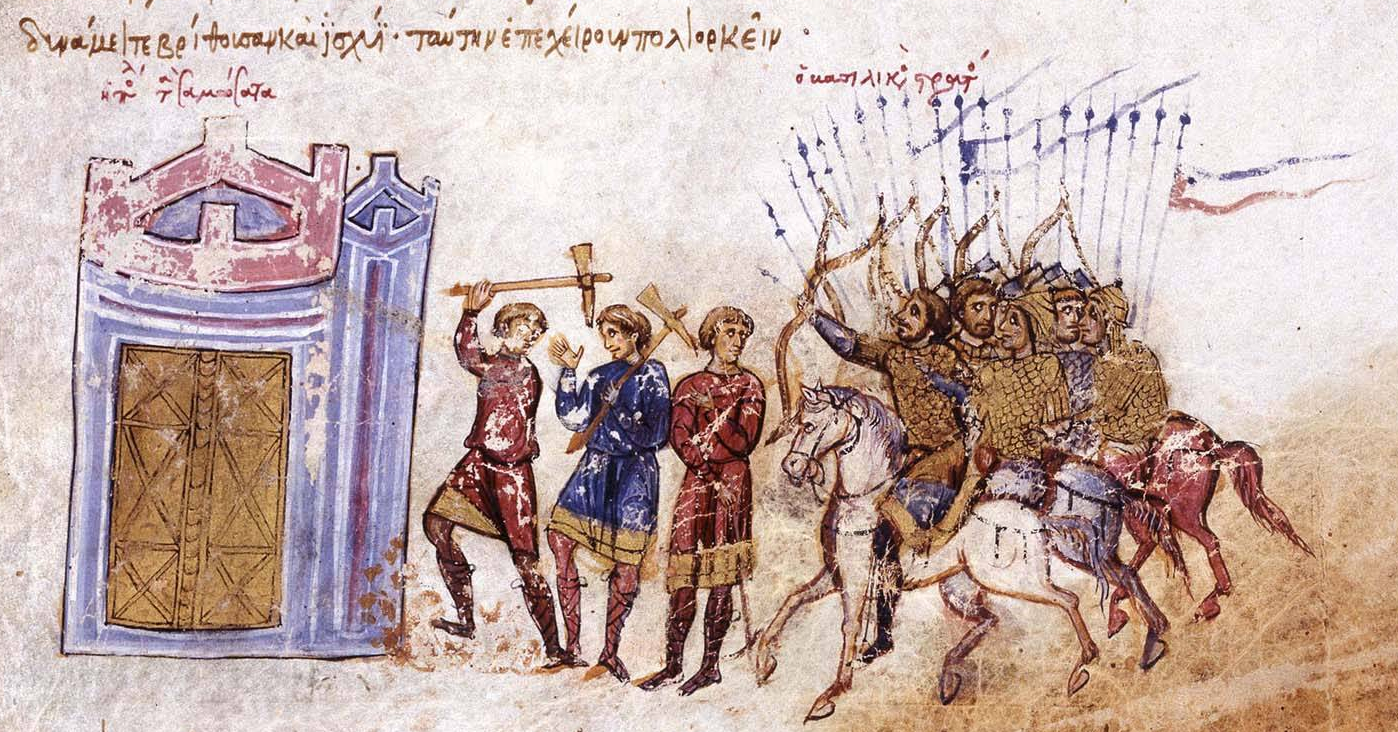
تصویری از حمله بیزانس به سام‌شاد در سال ۸۵۹، از اسکیلیتزس مادرید

اعراب در سال ۶۴۰ کماژن را از بیزانس فتح کردند. صفوان بن معطل، صحابی و فرمانده دوران فتوحات مسلمانان، در ساموستا به خاک سپرده شد. در ژوئن ۹۶۶، ساموستا محل تبادل زندانیان بین امپراتور بیزانس نیکه‌فوروس دوم فوکاس و دشمن مسلمانش سیف‌الدوله حمدانی بود. 
جنگ در قرن سیزدهم سام‌شاد را ویران کرد. سلیمان دوم سلجوقی سام‌شاد را در سال ۱۲۰۳ تصرف کرد. آل انوشتگین شهر را در سال ۱۲۳۷ فتح و غارت کردند. هولاکو خان امپراتور مغول سام‌شاد را در سال ۱۲۴۰ فتح کرد و ذوالقدریان نیز به این شهر دست یافتند.
سام‌شاد در سال ۱۳۹۲ توسط بایزید یکم به‌طور موقت ضمیمه امپراتوری عثمانی شد و در سال ۱۴۰۱ توسط تیمور ویران شد. در سال ۱۵۱۶، سلطان سلیم اول عثمانی آن را بازپس گرفت و نام شهر را از سام‌شاد به سامسات تغییر داد. این شهر اهمیت قدیمی خود را در حکومت عثمانی از دست داد و به مرکز یک سنجاق (شهرستان) تبدیل شد.

### دوره معاصر
در دوره جمهوری ترکیه، جمعیت این شهر کاهش یافت. در سال ۱۹۶۰، سامسات به مرکز شهرستان تبدیل شد و به استان آدیامان پیوست.
شهر سامسات در ۵ مارس ۱۹۸۸ به دلیل ساختن سد آتاتورک محل قدیمی خود را از دست داد و تخلیه شد. در تاریخ ۲۱ آوریل ۱۹۸۸ مکان جدیدی برای شهرک از طریق قانون شماره ۳۴۳۳ اعلام شد. سامسات تاریخی در سال ۱۹۸۹ با ایجاد دریاچه سد آتاتورک زیر آب رفت. شهر جدید سامسات در کنار آب توسط دولت ترکیه برای اسکان ساکنان آواره ساخته شد.

### در مسیحیت
در متون شناخت شهیدان مسیحی، هفت شهید مسیحی در سال ۲۹۷ در سام‌شاد به دلیل امتناع از انجام مراسم بت‌پرستی در جشن پیروزی ماکسیمیان بر ساسانیان به صلیب کشیده شدند: آبیبوس، هیپارخوس، جیمز، لولیان، پاراگنوس، فیلوتئوس و رومانوس. دانیال ستون‌نشین در روستایی در نزدیکی سام‌شاد به دنیا آمد. رابولاس مقدس، که در ۱۹ فوریه از افراد برجسته زمان خود بودو در قرن ششم در قسطنطنیه زندگی می‌کرد، نیز بومی سام‌شاد بود. یکی از یادداشت‌های اسقفی از انطاکیه در قرن ششم از سام‌شاد به عنوان یک مادرشهر خودسر یاد می‌کند (Echos d'Orient, X, 144). در مجمعی که پاتریارک فوتیوس اول قسطنطنیه (شورای فوتیان) در سال ۸۷۹ را به منصب خود برگرداند، سریر ریاستی سام‌شاد پیشتر با آمیدا، دیاربکر کنونی، متحد شده بود. اسقف‌های قبلی شامل پپریوس بودند که در شورای نخست نیقیه (۳۲۵) شرکت کرد.

## باستان‌شناسی

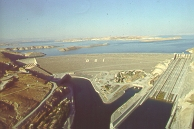
شبه جزیره شهرستان سامسات در دوردست.

تپه سام‌شاد (به ترکی: سامسات هویوک) یک تل باستانی واقع در شمال شهرستان سامسات در آدیامان است. پژوهش باستان‌شناسی بر روی تپه شهرموز در سامسات آثاری از ۷۰۰۰ سال قبل از میلاد، از دوره پارینه‌سنگی، عصر نوسنگی ۵۰۰۰ قبل از میلاد، عصر مس‌سنگی ۳۰۰۰ قبل از میلاد و عصر برنز ۳۰۰۰ تا ۱۲۰۰ قبل از میلاد را کشف کرده‌است. شهرستان باستانی حاحوم (هیتی: Ḫaḫḫa) در نزدیکی سام‌شاد واقع شده بود. حاحوم به عنوان یکی از منابع تامین‌کنده طلا برای سومر باستان ثبت شده‌است.

## جغرافیا
منطقه سامسات جدید شبه جزیره ای است که از سه طرف توسط دریاچه سد آتاتورک احاطه شده‌است. فاصله دریاپه تا مرکز شهر ۴۷۰ کیلومتر است. اراضی این شهرستان به صورت دشتی است که به سمت جنوب پستی می‌گیرد.
اقلیم آن در تابستان‌های گرم و زمستان‌های خشک، در حالی که آب و هوای مدیترانه ای گرم و بارانی است، به دلیل رطوبت نسبی کم، مشابه آب و هوای جنوب شرقی آناتولی است. با این حال، به دلیل تأثیر دریاچه سد آتاتورک در سال‌های اخیر، رطوبت به‌طور نسبی افزایش یافته‌است.